# Campionati europei di atletica leggera indoor 2015 - Salto con l'asta femminile
Il salto con l'asta si è tenuta il 6 marzo (qualificazioni) e 8 marzo, finale.

## Risultati

### Qualificazioni
La misura di qualificazione alla finale è 4.60 m o rientrare tra i primi 8.
| Pos | Nome                   | Nazione     | 4.10 | 4.30 | 4.45 | 4.55 | 4.60 | Ris  | Note   |
| --- | ---------------------- | ----------- | ---- | ---- | ---- | ---- | ---- | ---- | ------ |
| 1   | Anzhelika Sidorova     | Russia      | –    | –    | o    | o    | o    | 4.60 | Q      |
| 1   | Katerina Stefanidi     | Grecia      | –    | o    | o    | o    | o    | 4.60 | Q      |
| 3   | Nikoleta Kyriakopoulou | Grecia      | –    | –    | o    | xo   | o    | 4.60 | Q      |
| 3   | Angelina Zhuk-Krasnova | Russia      | –    | –    | xo   | o    | o    | 4.60 | Q      |
| 5   | Marion Fiack           | Francia     | –    | o    | o    | xxo  | o    | 4.60 | Q      |
| 6   | Katharina Bauer        | Germania    | –    | o    | o    | o    | xo   | 4.60 | Q, =PB |
| 7   | Angelica Bengtsson     | Svezia      | –    | xo   | o    | xo   | xo   | 4.60 | Q      |
| 8   | Lisa Ryzih             | Germania    | –    | –    | o    | o    | xxx  | 4.55 | q      |
| 9   | Michaela Meijer        | Svezia      | o    | xo   | o    | o    | xxx  | 4.55 | PB     |
| 10  | Tina Šutej             | Slovenia    | –    | xo   | o    | xxo  | xxx  | 4.55 | SB     |
| 11  | Nicole Büchler         | Svizzera    | –    | o    | o    | xxx  |      | 4.45 |        |
| 11  | Martina Strutz         | Germania    | –    | o    | o    | xxx  |      | 4.45 |        |
| 13  | Malin Dahlström        | Svezia      | xo   | o    | o    | xxx  |      | 4.45 | SB     |
| 14  | Jiřina Ptáčníková      | Rep. Ceca   | –    | xxo  | xo   | xx–  | x    | 4.45 |        |
| 15  | Kira Grünberg          | Austria     | –    | o    | xxo  | xxx  |      | 4.45 | NR     |
| 16  | Romana Maláčová        | Rep. Ceca   | o    | o    | xxx  |      |      | 4.30 |        |
| 16  | Femke Pluim            | Paesi Bassi | o    | o    | xxx  |      |      | 4.30 |        |
| 16  | Anastasiya Savchenko   | Russia      | –    | o    | xxx  |      |      | 4.30 |        |
| 19  | Minna Nikkanen         | Finlandia   | o    | xo   | xxx  |      |      | 4.30 |        |
| 20  | Gina Reuland           | Lussemburgo | xo   | xxo  | xxx  |      |      | 4.30 | NR     |
| 21  | Angelica Moser         | Svizzera    | o    | xxx  |      |      |      | 4.10 |        |
| 22  | Aneta Morysková        | Rep. Ceca   | xo   | xxx  |      |      |      | 4.10 |        |
|     | Wilma Murto            | Finlandia   |      |      |      |      |      | DNS  |        |

### Finale
| Pos | Nome                   | Nazione  | 4.40 | 4.50 | 4.60 | 4.70 | 4.75 | 4.80 | 4.85 | Ris  | Note |
| --- | ---------------------- | -------- | ---- | ---- | ---- | ---- | ---- | ---- | ---- | ---- | ---- |
| 1   | Anzhelika Sidorova     | Russia   | –    | o    | o    | o    | o    | o    | xxx  | 4.80 | PB   |
| 2   | Katerina Stefanidi     | Grecia   | o    | –    | xo   | o    | o    | –    | xxx  | 4.75 |      |
| 3   | Angelica Bengtsson     | Svezia   | o    | xo   | o    | o    | xxx  |      |      | 4.70 | NR   |
| 4   | Angelina Zhuk-Krasnova | Russia   | o    | –    | xxo  | xx–  | x    |      |      | 4.60 |      |
| 5   | Marion Fiack           | Francia  | o    | o    | xxx  |      |      |      |      | 4.50 |      |
| 5   | Nikoleta Kyriakopoulou | Grecia   | –    | o    | xxx  |      |      |      |      | 4.50 |      |
| NCL | Katharina Bauer        | Germania | xxx  |      |      |      |      |      |      | NM   |      |
| -   | Lisa Ryzih             | Germania |      |      |      |      |      |      |      | DNS  |      |